# Oure
Oure er en by på Sydøstfyn med 498 indbyggere  (2024), beliggende 25 km syd for Nyborg, 6 km sydvest for Lundeborg og 12 km nordøst for Svendborg. Byen hører til Svendborg Kommune og ligger i Region Syddanmark.
Oure hører til Oure Sogn. Oure Kirke, der også hedder Sct. Michaels Kirke efter ærkeenglen Mikael, ligger i byen ikke langt fra Oure Baptistkirke, der er Danmarks ældste baptistkirke fra 1857.

## Faciliteter
Skolerne i Oure Sport & Performing Arts, som tidligere hed Oure Idrætsefterskole, er en selvejende institution, der består af Oure Efterskole, Oure Kostgymnasium og Oure Højskole. Skolerne er Danmarks største kostskolemiljø med mere end 950 elever og 250 ansatte.
Oure Friskole er en Grundtvig-Koldsk skole, grundlagt i 1884, hvor den opstod på grund af en splittelse i kredsen omkring Vejstrup Friskole. Den giver undervisning på 0.-9. klassetrin, hvor årgangene samlæses to og to. Der tilstræbes omkring 20 elever i klasserne. I tilknytning til friskolen er der en børnehave til 24 børn og en vuggestue til 8 børn.
Majorgården er en kongelig privilegeret landevejskro, der fik sit privilegium i 1761. Kroen har 4 værelser.
Oure indgår som O'et i håndboldklubben GOG, som byen er sammen med Gudbjerg og Gudme om.

## Historie

### Skolen
Der boede degne på kirkejorden i Oure allerede før Reformationen. Senere, da der ikke var en fast degn, gik en del af sognets degneindtægter til Svendborg Latinskole, som til gengæld sendte en stor skoledreng ud om søndagen for at besørge kirketjeneste og undervise børnene. Den første skolebygning i Oure blev benyttet fra omkring 1740 til 1893, hvor den blev erstattet af en større.
I 1957 indviede man centralskolen Sct. Michaels Skole, der havde navn efter kirken ved siden af. Centralskolen havde fra starten 5 lærere og 110 elever, fordelt på kun 4 klasser, fordi børnene startede i en forskole. Med skoleloven i 1958 blev der indført realeksamen og tilbud om 8.-9. klasse. Oure-Vejstrup Kommune aftalte med nabokommunerne, at Hesselager Skole skulle tilbyde 8.-9 klasse, medens elever fra Hesselager og Skårup kunne tage realeksamen på Sct. Michaels Skole. I 1970'erne blev forskolerne nedlagt og børnehaveklassen kom til, så skolen måtte udvides i 1968, 1976 og 2004.
I 2011, da Stokkebækskolen blev dannet ved sammenlægning af skolerne i Gudme, Gudbjerg og Hesselager, blev Sct. Michaels Skole nedlagt, men mange elever flyttede til Stokkebækskolens afdeling i Gudme. Skolens bygninger blev overtaget af Oure Friskole.

### Stationsbyen
I 1899 beskrives Oure således: "Oure (udtales Ure), ved Landevejen, med Kirke, Præstegd., Skole, Friskole, Baptistkapel, Kro, Jærnbane-, Telegraf- og Telefonstation;" På målebordsbladet fra 1800-tallet staves landsbyens navn Ure ligesom den udtale, Trap anfører. På målebordsbladet fra 1900-tallet er desuden vist et mejeri, et forsamlingshus og et opdragelseshjem, hvis bygning nu benyttes af Skolerne i Oure.
Oure havde jernbanestation på Svendborg-Nyborg Banen (1897-1964). Stationsbygningen er bevaret på Månevænget 8. Indkørslen til Albjergvej 42 ligger på banens tracé.